# Pompeya (esposa de Julio César)

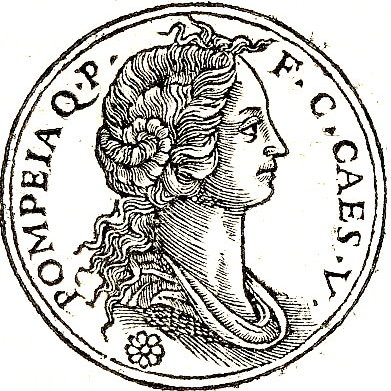
Efigie de Pompeya. Promptuarii Iconum Insigniorum, 1553.

Pompeya (fl. siglo I a. C.), fue la segunda o tercera esposa de Julio César, era hija de Quinto Pompeyo Rufo, un antiguo cónsul, y de Cornelia, hija del dictador romano Lucio Cornelio Sila. Era una mujer hermosa y encantadora pero tal vez no muy inteligente.

## Matrimonio con César
César se casó con ella en 68 a. C., después de haber ejercido las funciones de cuestor en Hispania, y tras la muerte de su primera esposa, Cornelia, el año anterior. César era el sobrino de Cayo Mario mientras que Cornelia era la hija de Lucio Cornelio Cinna. Mario y Cinna, jefes de los populares, habían sido derrotados durante la guerra civil entre Mario y Sila (88-87 a. C.) y la guerra civil entre Cinna y Sila (82-81 a. C.). El matrimonio de César con una nieta de Sila, que le había sin embargo proscrito en su juventud, marca tal vez su voluntad de aceptar la nueva situación política romana.

## El escándalo de la Bona Dea
En 63 a. C., César fue elegido pontífice máximo (es decir, sumo pontífice de la religión romana), lo que le daba derecho a residir en la domus publica, residencia oficial en la Vía Sacra. En esta casa, Pompeya acogió las fiestas de la Bona Dea (en español, la Buena Diosa), una antigua diosa romana, en cuya fiesta anual estaba prohibida toda presencia masculina. Sin embargo un joven patricio, Publio Clodio Pulcro, consiguió introducirse en la casa, disfrazado de mujer, aparentemente con el propósito de seducir a Pompeya. Fue desenmascarado y perseguido por profanación. César no aportó ninguna prueba contra Clodio durante el juicio, y este fue absuelto. Sin embargo César se divorció de Pompeya, aduciendo: «Mi esposa debe estar por encima de toda sospecha». Esta cita de César ha pasado a ser famosa con la siguiente forma: «La esposa de César no solo debe ser honesta, sino parecerlo».